# I've Got to Sing a Torch Song
Pour plus de détails, voir Fiche technique et Distribution.
I've Got to Sing a Torch Song est un film américain d'animation réalisé par Tom Palmer, sorti en 1933.
Produit par Leon Schlesinger et distribué par Warner Bros. Cartoons, ce cartoon fait partie de la série Merrie Melodies.

## Fiche technique
- Réalisation : Tom Palmer
- Production : Leon Schlesinger Studios
- Musique originale : Frank Marsales
- Montage : Treg Brown
- Format : 35 mm, ratio 1.37 :1, noir et blanc, mono
- Durée : 7 minutes
- Pays :  États-Unis
- Langue : anglais
- Genre : animation
- Distribution : 
  - 1933 : Warner Bros. Pictures cinéma
- Date de sortie : 
  - États-Unis : 23 septembre 1933